# 亨特狸藻
亨特狸藻（学名：Utricularia huntii）為狸藻屬多年生中型陆生食虫植物。其种加词“huntii”来源于美国植物采集者戴维·理查德·亨特（David Richard Hunt）。其为巴西的特有种，仅发现了5处分布地。1986年，彼得·泰勒正式描述了亨特狸藻。